# Perigea eguigureni
Perigea eguigureni är en fjärilsart som beskrevs av Paul Dognin 1890. Perigea eguigureni ingår i släktet Perigea och familjen nattflyn. Inga underarter finns listade i Catalogue of Life.